# Ivan Lanin
Ivan Razela Lanin (ur. 16 stycznia 1975 w Dżakarcie) – indonezyjska osobowość internetowa, informatyk i popularyzator wiedzy na temat języka indonezyjskiego. Prowadzi działalność w mediach społecznościowych, gdzie udziela porad językowych i proponuje neologizmy zastępujące zapożyczenia w języku indonezyjskim.

## Życiorys
Lanin nie posiada formalnych kwalifikacji w zakresie językoznawstwa ani filologii indonezyjskiej, nie jest też zawodowym pisarzem ani tłumaczem. Z wykształcenia jest inżynierem technologii chemicznej (Instytut Technologii w Bandungu). Po ukończeniu studiów w 1999 roku pracował jako programista komputerowy.
W 2006 roku zainteresował się Wikipedią oraz zagadnieniami z zakresu języka indonezyjskiego. Znalazł się wśród współzałożycieli Wikimedia Indonesia. Pod koniec 2008 roku został wybrany na stanowisko Dyrektora Wykonawczego tej organizacji. W 2009 roku podjął studia w zakresie techniki informatycznej na Uniwersytecie Indonezyjskim. Niemal w tym samym czasie został przyjęty na stanowisko edytora indonezyjskiego Google.
Współtwórca strony internetowej „Kateglo” (nazwa pochodzi od słów kamus „słownik”, tesaurus „tezaurus” i glosarium „glosariusz”). Autor książki Xenoglosofilia: Kenapa Harus Nginggris? (2018), będącej zbiorem esejów na temat języka indonezyjskiego. Współtworzył piąte wydanie słownika Kamus Besar Bahasa Indonesia oraz publikację Tesamoko: tesaurus bahasa Indonesia (2016).
Za swoją działalność w dziedzinie indonezystyki został uhonorowany wyróżnieniem Pembina Bahasa Indonesia 2016, przyznanym przez Badan Pengembangan dan Pembinaan Bahasa.